# Tarachomantis hova
Tarachomantis hova är en bönsyrseart som beskrevs av Henri Saussure och Leo Zehntner 1895. Tarachomantis hova ingår i släktet Tarachomantis och familjen Mantidae. Inga underarter finns listade i Catalogue of Life.